# Danny Boy
Daniel O'Connor (născut pe 12 decembrie 1968 în Brooklyn, New York), mai cunoscut ca Danny Boy O'Connor, este un rapper american și membru al trupei hip-hop, House of Pain. Danny Boy s-a mutat în California în anii '80 unde a pus bazele House of Pain, una din primele formații albe de muzică hip hop. Pe când era la liceul William Howard Taft în Woodland Hills, California (1984-1986), l-a întâlnit pe Erik Schrody propunându-i acestuia să se alăture acum celebrului său grup hip-hop. În House of Pain, Danny Boy avea rolul celui de-al doilea MC fiind totodată și artist grafic pentru trupă. După ce House of Pain s-a destrămat, Danny Boy a continuat să lucreze la alte proiecte cum ar fi formația sa Xsupermodels. Este de asemenea producătorul executiv al filmului documentar Just for Kicks (2005). În prezent Danny Boy face parte din grupul hip-hop La Coka Nostra.